# XX Trianguli
XX Trianguli eller HD 12545, är en dubbelstjärna belägen i norra delen av stjärnbilden Triangeln omkring 1,5° västnordväst om Beta Trianguli. Den har en högsta skenbar magnitud av ca 8,1 och kräver ett mindre teleskop för att kunna observeras. Baserat på parallax enligt Gaia Data Release 2 på ca 5,08 mas beräknas den befinna sig på ett avstånd av ca 642 ljusår (ca 197parsec) från solen. Den rör sig närmare solen med en heliocentrisk radialhastighet av ca -26 km/s.

## Egenskaper
Primärstjärnan XX Trianguli A är en orange till gul jättestjärna av spektralklass K0 III. Den har en massa av ca 1,3 solmassa, en radie av ca 11 solradier och utsänder energi från dess fotosfär motsvarande ca 30 gånger solen vid en effektiv temperatur av ca 4 600 K.

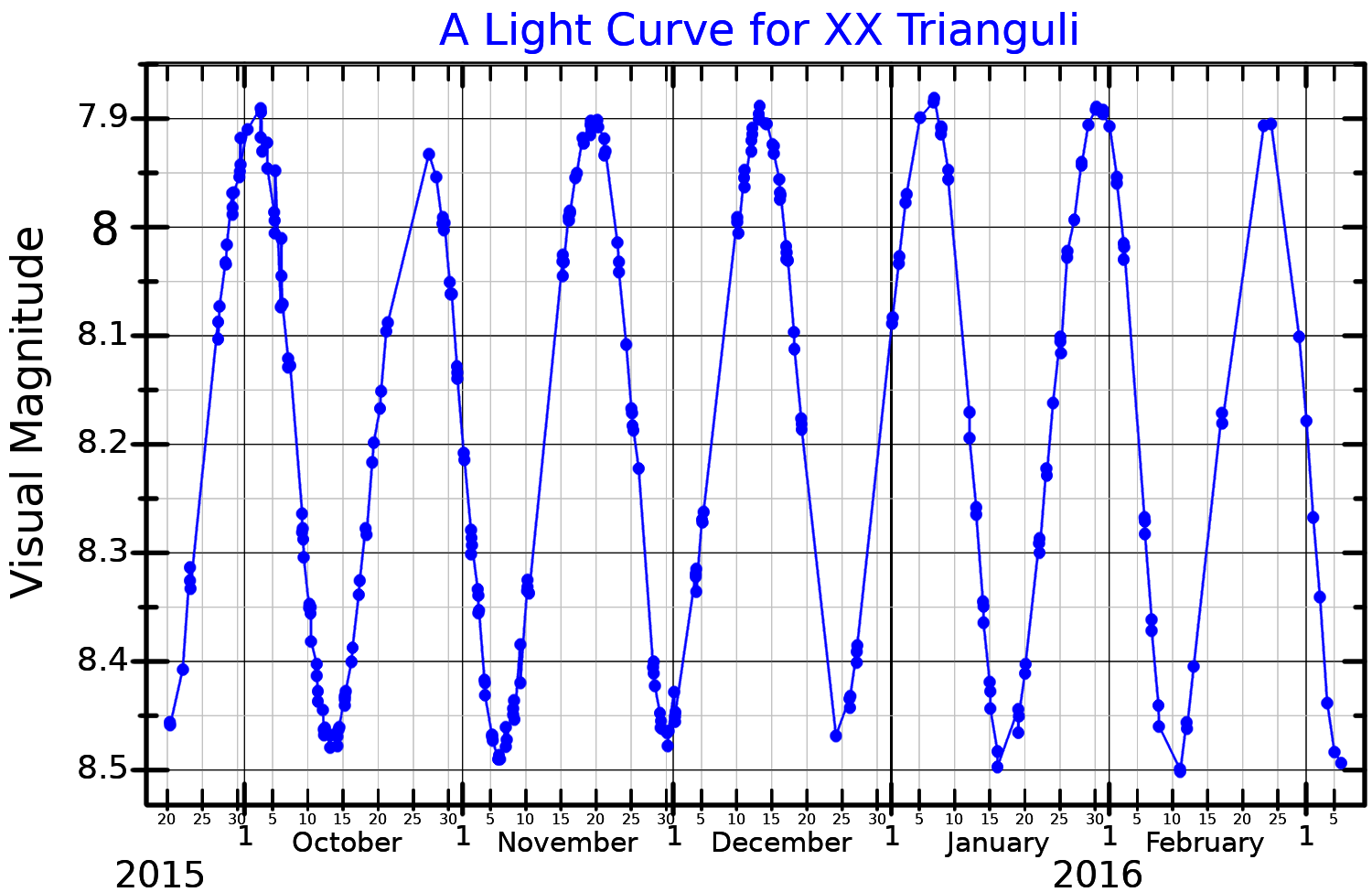
Ljuskurva i visuella bandet för XX Trianguli, plottad från Strassmeier (1999).

XX Trianguli är en enkelsidig spektroskopisk dubbelstjärna med en omloppsperio på 23,96924 dygn, Den klassificeras som en RS Canum Venaticorum-variabel och varierar i ljusstyrka från magnitud 8,1 ner till 8,7.

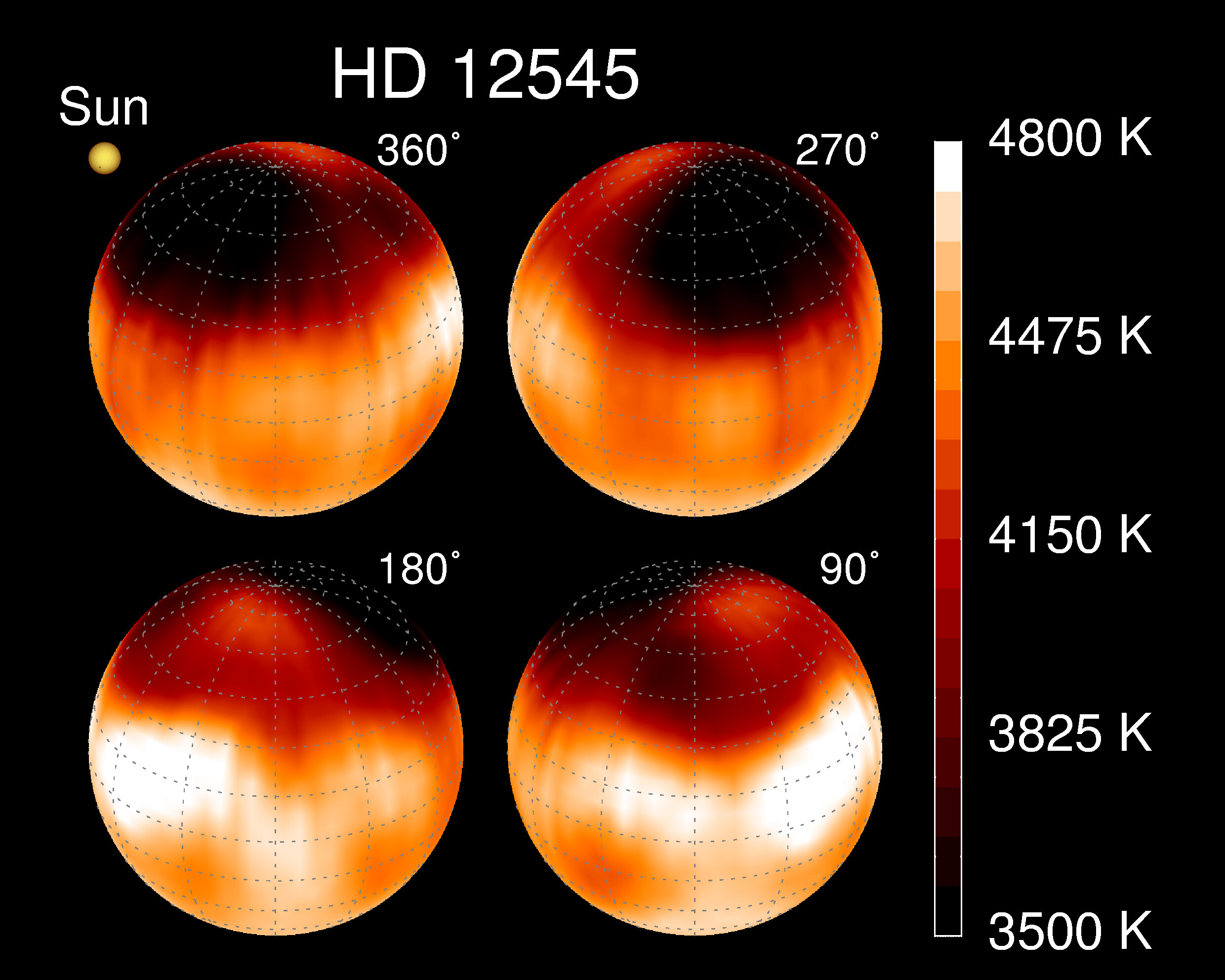
Dopplerbilder av en gigantisk stjärnfläck på XX Trianguli.

Stjärnan är täckt med stora stjärnfläckar på hög latitud och till och med polära och med enstaka små ekvatorialfläckar. Den är speciellt känd för att ha en enorm stjärnfläck större än solens diameter, upptäckt med hjälp av doppleravbildning. För dess storlek har stjärnan en relativt kort rotationstid på cirka 24 dygn och har en svag, solliknande differentialrotation. Stjärnan verkar ha en magnetisk aktivitetscykel av 26 ± 6 år, även om endast en enda cykel har observerats fram till 2015.